# SONGS (シュガー・ベイブのアルバム)
『SONGS』（ソングス）は、1975年4月25日に発売されたシュガー・ベイブのスタジオ・アルバム。

## 解説

### 経緯
シュガー・ベイブ結成時の構想を山下達郎は“全部後付けで、最初はバンドでもやってみようか、程度のノリだった”という。「当時、四谷の“ディスクチャート”というロック喫茶で週に一度、店がはねた後に深夜セッションが行われていたんです。そこにはター坊、長門（芳郎）くん、小宮やすゆうくん、あとは徳武（弘文）くん、それに山本コウタローさんとか武蔵野タンポポ団の若林純夫くんとか、そういう人たちがずらっと集まっていたんですよ。一番のメインはター坊のデモ・テープを作る作業。あとは小宮くんも自分の作品を歌ってたし、徳武くんはバンマスの役割をしながら、自分のインストも録音してた。そこに僕も途中から割り込んでいって参加するようになったんだけど、ター坊に才能を感じて、彼女に声をかけて一緒になんかやろうということになった。僕はそれ以前に自主制作盤を作ったときのメンバーが別にいて、そこから村松くんと鰐川（己久雄）のふたりを引っ張り込んで、ター坊と僕と、最後にドラマーを野口に決めて、それでシュガー・ベイブになった」「長門くんと小宮くんは長崎出身の博識な洋楽ポップス・ファンで、しかも当時のポップスのトレンドとはまったく違う趣味性だった。彼らはラヴィン・スプーンフルで、僕はビーチ・ボーイズで、あとはソングライター、バリー・マンの『レイ・イット・オール・アウト』とか、そいうものがあの喫茶店ではかかってた。当時そんなロック喫茶はどこにもなかったし、そこに集う仲間の優越感というか、俺たちは普通のリスナーとは違うんだという意識を共有する集団、そういう洋楽的特権意識を邦楽的に展開しようっていう、シュガー・ベイブの音はそういう空気の中から生まれたんです」としている。

### 曲作り
山下は「あの集団は誰もがオリジナルを作ってましたからね。僕もバンドを作る以上は、オリジナルをやらなきゃって思いました」「バンドのアンサンブルも、僕はアマチュア・バンド時代はドラマーだったんだけど、アレンジにも興味があったので、シュガー・ベイブもほとんど僕が考えていた。バンドのアレンジっていうのはトライ&エラーで少しずつ肉付けして行かないと個性が出てこないから。<SHOW>が出来て、あのドラムのパターンとか間奏の前のコーラスの仕掛けとか、ああいうものを考えつくようになってきてから、こんな感じかなっていうのがだんだん固まってきた。それまではごく普通の8ビートだったから、むやみにコーラスを複雑にするとか、すごくチマチマした着想しかなかった。もうちょっとポリリズム的に展開するほうがいいなっていう、そうなるのはやっぱり大滝さんの9.21に関わって、ココナツ・バンクやキャラメル・ママを後ろで見てて。ココナツ・バンクのアレンジを大滝さんがああでもないこうでもないってやってるでしょう。当時あの近辺はニューオーリンズとかオークランド・ファンクのブームで、そういうトリッキーなリズムっていうのにそこで初めて出会ってね。そうすると記憶の中で甦るのはブラス・バンドのときにやってたラテン・ミュージックなんですよ。そのラテンのリズム・パターンっていうのを自分の頭の中で思い出してきて、それが<SUGAR>とかにつながっていくんだけど。編曲的なところでの個性の出し方は、大滝さんの<サイダー74>とか…メレンゲとかをそういうのを見ててね。あとは細野さんのキャラメル・ママのリズム感覚。あれもすごく新鮮だった。基本的には細野さんと大滝さんのあの時代のリズム・センスのせめぎ合いっていうのか、あれを目の前で見て育ったのはすごく大きくて、いわば門前の小僧みたいな形でスタートしている」という。

### レコーディング
アルバム制作が1974年9月に決定、レーベルは大滝詠一の主宰するナイアガラ、発売元は独立系レコード会社のエレックだった。そもそもナイアガラ・レーベルは、CMソング<サイダー>のレコーディング先探しから始まった話だったが、最終的には大滝によるレーベル設立にまで話は膨らみ、日本初の本格的なミュージシャンズ・レーベルとしてスタートを切った。そして、同レーベル最初のアーティストとして、シュガー・ベイブが選ばれた。マーケティング戦略では、大滝自身のソロ・アルバムを先行させたほうが得策だったが、大滝はレーベルとしての“ナイアガラ”のスタートを強調するため、あえてシュガー・ベイブのリリースを先行させた。レコーディングについては「74年の4月にデモ・テープを録ったんです。“LFデモ”って呼ばれてるものですけど。そのデモ録りが終わった時点では、レコード会社が決まったので夏前にレコーディング始めるからって言われてたんですけど、夏過ぎても全然音沙汰がなくて。夏過ぎて呼ばれて、エレックになったって、いきなり。全然違う話になってね。年頭に風都市に入ったんですけど、そこが3月につぶれてね。それで自分たちで事務所を立ち上げたんですけど、その間の金銭的ダメージがとにかく大きかった」という。
バンドは9月半ばから1か月半ほど集中的なリハーサルを、初めの1か月を新宿の御苑スタジオで、その後エレック社内のリハーサル室に移動して行った後、10月末からレコーディングが始まった。山下は「エレックのスタジオっていうのが新宿2丁目にあって。ただのビルの2階でね。天井が低くて、めちゃくちゃ湿気が多くて。たまらずに、結局歌入れとかは六本木ソニーと福生に逃げたんですよ。エレックのピアノが湿っちゃっててどうしようもなかったから、曲によってはモウリ・スタジオで録り直したりね」「僕はもちろんレコーディング初めてだし、大滝さんもこれがナイアガラの第一弾だっていうので、今から考えると気負いがあったんでしょうね。毎日言い合い。とにかくお互い若かったというか。21から22にかけてのことだから。自分の頭の中で想起した音が出ないので、僕はそれがストレスになってね。大滝さんも大滝さんで色々と自分の思い通りにならないストレスっていうのかな、みな微妙に若気の至りというのか、そういうのが重なってましたよね。スタジオ環境とか、あとは現場のいろいろな、例えばメシ代が出ないとかね。お腹は減るし。笑い話だけどほんとにそうだったんです。取り巻く環境が自分の思っていたのと程遠くて、せめて曲だけでも聴いてほしいって、それで『SONGS』ってつけたんですよ」という。
アルバムについては「大滝さんがミックスをしていることで、このアルバムは非常にユニークな、インディーな音をしている。それは『SONGS』を今日まで生きながらえさせてきた大きなファクターだと思うんですよ」「コーラスなんかも無指向で録っているから、そういうところは彼の吉野さんゆずり、あるいはLAで見聞きしたものかもしれないけど、洋楽的でまっとうな録り方をしているんだけど、当時、日本のメジャー会社ではそういうトライはほとんど許してもらえなかった。そういう点ではこれはガレージ・ミュージックなの。当時の既成のレコーディングでは考えられない、非常にパンクでロックンロールな音をしてるんですよ。それは偶然といえば偶然だけど」という。リリース後、渋谷ジァン・ジァンの昼の部に出演したら客席がいっぱいになったばかりか、初めてアンコールを求められた。山下は自主制作盤同様、何らかの形として具体的に提示しない限り、人は認知してくれないのだということを大いに実感したという。

### リリース
2013年3月20日、大滝詠一とナイアガラ・レーベルの10作品が各音楽配信サイトにて一斉配信され、本作もオリジナル盤収録の11曲が配信リリースされた。2022年11月8日放送のテレビ番組「開運!なんでも鑑定団には、オリジナルのレコードにメンバー全員のサインが入ったものが出品。依頼者の評価額20万円に対し、50万円の値が付けられた。

## パッケージ、アートワーク
アルバムの帯には以下のキャッチコピーが記載されている。
ジャケットのイラストは『ADD SOME〜』に引き続き、金子辰也が手がけている。この時金子は浪人を経て入ったデザイン学校の学生だった頃で、そもそもは浪人中に自主制作盤のメンバーだった並木進からジャケットを描ける人を捜しているということで、共通の友人である沖啓介に連れられて並木家に行ったのがきっかけで、そこで意気投合して以後入り浸るようになったことから山下たちとの付き合いが始まっていた。金子は「『ADD SOME〜』の流れで、シュガー・ベイブが結成されてター坊とか野口くんも並木くんの家に来るようになって。そうするうちに山下くんから今度デビューするから、って。アルバムを出すから今度のジャケも“金子やってよ”っていわれて」「エレックの原盤では、汚れやすいようにミューズコットンか何か、ザラリとした手触りの紙を選んだんです。何度も出したりしまったりして、指の跡とか手垢とかがたくさんついてくれて、ボロボロになってくれるまで聴いてくれたらいいなと思って。だから真ん中にイラストを配置して、枠状に周りが白くなるようにした。持つたび、1回聴く度に白いところに手垢が付いていくようにね」という。デザインの経緯をデザインや絵柄に関するリクエストは何もなかったとし、「ただ、その時の流行り廃りでもって終わっちゃうようなものではなく、要するに流行に左右されない普遍的なものっていうテーマが必ず彼らの言葉の端々にあるし。それで『ADD SOME〜』の時にも日常的な部分とかを描いてみた、と。『SONGS』の時には特に僕の中でそういう思いが強くて、だから紙選びひとつとっても年月を重ねていくとか、そういった延長線上で自分たちが年老いていくまで、その先も永遠に続いてくれればっていう思いを込めていたわけです」という。ジャケット中央に描かれている二人の老人のイラストは、フランスの作家アンドレ・モーロワの随筆『パリの女』に多数掲載されているオランダの写真家ニコ・ジェス撮影の一枚を模写したもの。レーベルは手違いでピンクと白のデザインになっている。

## 収録曲

### SIDE A
1. SHOW  –  (3:28)
  - word & music by 山下達郎
  - 1973年の暮れに初の単独コンサート[注釈 3]を行うことになり、オープニング用の曲として山下が書き上げた。その時は<SHOWがはじまるよ>の仮題で紹介されていた[book 5]。山下によれば「各楽器にそれぞれシンプルなリズム・パターンを提示させ、それらの複合でグルーヴを発生させるという、非常にアレンジャー的な発想で曲を作っていた」[book 6]という。この曲のリズム・パターンは、当時テレビでよく流れていたインスタント・コーヒーのCMの、はためくユニオン・ジャックとビル街の映像を見て、思いついたという[book 7]。日本テレビ系『DAISUKI!』[注釈 4]のオープニング・テーマや、映画『Little DJ〜小さな恋の物語』[注釈 5]。FM宮崎「昼どき!歌謡パラダイス」のオープニングテーマなどに使われている。
2. DOWN TOWN  –  (4:21)
  - words by 伊藤銀次, music by 山下達郎
  - 1974年春、ロック関係の若いミュージシャンに発注した作品を、キャラメル・ママが演奏するという企画で、ザ・キング・トーンズのアルバムが計画された。この頃、2人で組んで何か作品を作ろうと話し合っていた山下と伊藤銀次は、早速キング・トーンズのライブを見に行き、10日程で3曲を書き上げた。ところが、実際に曲を持ち込んだのは彼らだけで、企画自体も立ち消えになった。結局、気に入っていたその中の一曲を、始まったばかりの『SONGS』のレコーディングに加えたのがこの曲だった[book 6]。伊藤によれば「曲の詞らしい詞を初めて書いた曲。つまりGSとか、そういうのを逸脱して、やっとなんか日本のポップスを始めようと書いた詞ではないかと思います。この頃から、僕は変わってないんだなという気がします」[book 8]とし、“七色のたそがれ”と“シャボン玉”というモチーフはロス・プリモス<ラブユー東京>[注釈 6]から取られたという[book 6]。後年EPOのカバー・ヴァージョン[注釈 7]がフジテレビ系『オレたちひょうきん族』のエンディング・テーマに使われたのを機に広く認知されるようになった。
3. 蜃気楼の街  –  (2:58)
  - words & music by 大貫妙子
  - アルバムに収録された大貫の3曲はいずれもすでにステージで演奏されていた[book 9]。大貫によれば「割と現実の世界から逃避したいというか、そういうイメージはありました、私生活の中に。思春期に抱く幻想は現実を洗い流すというか。そういうところがあって、すごく自由になりたいという気持ちでこの頃は曲を書いていました。そういうのが多少表れているのではないかと思います」「だから全部が同じテーマなんです、3つ共が。ひとつずつって事でなく。肉体というのは地上の上で、地球的にすごく縛られているけれど、心というのは唯一自由。非常に自由に飛び回るし、縛ることも出来ない。そういうテーマで歌っているんです。まだ、未来に対しての夢だとか、今の苦しみを捨てても、もっと先には素晴らしい事がたくさんあるんだ、という感じです。そういう希望みたいなものがあった頃で、結構それは表れていると思います」[book 9]という。山下によればこの曲はレコーディングに際し、それまでステージで演奏していたアレンジを全面的に変更したせいか、バンドというよりはむしろ、スタジオ・ミュージシャンが演奏したもののように仕上がっているという[book 6]。後に大貫が自身のアルバム『ROMANTIQUE』[注釈 8]で再レコーディングしている。また、『SONGS』のオリジナル・マスターでのCD化にあわせて行われた『TATSURO YAMASHITA sings SUGAR BABE』[注釈 9]に大貫がゲスト出演した際に歌われ、ライブ・アルバム『LIVE '93 Shooting Star in the Blue Sky』[注釈 10]にボーナス・トラックとして収録された。
4. 風の世界  –  (3:26)
  - words & music by 大貫妙子
  - 村松によれば、大貫のブレス音にディレイをかけて強調させたら、あまりいい顔をしなかったように覚えているという[3]。テレビアニメ『ガンバの冒険』[注釈 11]でも使われた。2015年リリースの『SONGS -40th Anniversary Ultimate Edition-』のディスク2に、1975年9月12日の中野公会堂でのライブ音源が、ボーナス・トラックとして収録されている。
5. ためいきばかり  –  (4:18)
  - words & music by 村松邦男
  - 村松によれば、最初に書いたのは後に自身のソロ・アルバム『GREEN WATER』[注釈 12]に収録された<うたたね>だったが、他の曲とのマッチングが良くないということで、アルバムに合うように書き下ろされた[book 10]。

### SIDE B
1. いつも通り  –  (3:34)
  - words & music by 大貫妙子
  - 山下によればバンドのメンバーがようやく固定し、そろそろライブハウスなどの仕事がコンスタントに入り始めた頃に書かれた大貫の作品。シリータ・ライト<Baby Don't You Let Me Lose This>[book 11]に影響を受けて書いたという[book 6]。シングル<DOWN TOWN>のB面に収録された。この曲も『TATSURO YAMASHITA sings SUGAR BABE』[注釈 9]で歌ったライブ・ヴァージョンが、大貫のライブ・アルバム『LIVE '93 Shooting Star in the Blue Sky』[注釈 10]にボーナス・トラックとして収録された。
2. すてきなメロディー  –  (2:36)
  - words by 伊藤銀次 · 大貫妙子 · 山下達郎, music by 大貫妙子 · 山下達郎
  - デュエットが一曲欲しいという事でサビのメロディーを山下、その前のメロディーを大貫がそれぞれ作った。伊藤によれば「これは最初、山下からメロディーを渡されて、それに詞をつけたんですけれども、生かしてあったのは“すてきなメロディ”というところだけでした。でも僕をそれだけで作詞家の中に入れてくれたことは嬉しかったです。今でも感謝してます」[book 8]という。ヴォーカルは大瀧のスタジオで一本のマイクで録られているため、スモール・ルーム特有の回り込みが聴き取れる。エンディングのブラスはテープを半速にして録音されたものだという[book 7]。
3. 今日はなんだか  –  (4:28)
  - words by 山下達郎 · 伊藤銀次, music by 山下達郎
  - 伊藤は「ほとんど詞と曲が出来ていたんです。サビの“あの時君の心が…このやるせない気持ち”という行だけが出来ていなかった。それで僕が山下にアドバイスしてできた曲なんです。それがコンビを組むきっかけですね」[book 8]という。また、山下によれば、ブラスのダビングに訪れたミュージシャンに「もっとハネて」などと言っても、全然理解してもらえなかったという[book 6]。後に『DAISUKI!』[注釈 4]のエンディング・テーマにも使われた。
4. 雨は手のひらにいっぱい  –  (3:37)
  - words & music by 山下達郎
  - もともとはB・J・トーマスやデニス・ヨースト（英語版）といったサザン・ポップ風のアレンジで演奏していたが、大瀧のアイデアで、フィル・スペクター風にリアレンジされた。山下にとってはこの曲がアルバムのベスト・テイクだという。山下がピアノを弾き、大貫はエレピに回った。当時、アルバムに対するメディアの評価が芳しくなく、落ち込んでいた山下は、“バス”って言葉がいいと浅川マキに誉められ、ずいぶんと慰められたという[book 6][book 5]。後にウォール・オブ・サウンドの影響下にある楽曲を集めたコンピレーション・アルバム『音壁 JAPAN』[注釈 13]にも収録された。2012年には山下のオールタイム・ベスト『OPUS 〜ALL TIME BEST 1975-2012〜』に、<DOWN TOWN>と共に収録された。
5. 過ぎ去りし日々“60's Dream”  –  (3:31)
  - words by 伊藤銀次, music by 山下達郎
  - 60年代のニューヨーク・ポップ・シーンでよくあった感じを表現したくて作られた。山下によれば「まず曲があって、既存の曲名を折り込みで入れるということになって、それだったら60年代のあれにしよう、ここんとこにも1曲何か入らないかなんて。それは福生だったり東京の事務所だったりで、二人でそういうキャッチボールしてた」[book 1]という。その結果、<魔法さえ信じた>（ラヴィン・スプーンフル<魔法を信じるかい（英語版）>）<今日を生きて>（グラス・ルーツ<今日を生きよう>）<夢を見てるだけ>（エヴァリー・ブラザーズ<夢を見るだけ（英語版）>）といった、洋楽の邦題タイトルからの引用が散りばめられた。伊藤は「これは僕の作詞家としてのテクニックが出た。まず“今 この曇った空に沈む街角に 鳴りひびくウェディング・ベル”つまり、『ウエスト・サイド・ストーリー』の冒頭シーンみたいに、俯瞰から始まっていって、最後は小さな家の窓のところになって、窓から膝を抱えて泣いている少年の姿が写っているような、結構凝って作った、伊藤銀次の作詞家生活の中では最高の傑作だと思います。この頃は丁度、ココナツ・バンクが解散したりして非常に辛い時期だったんです。それが非常によく反映されている曲じゃないかと思います」[book 8]という。
6. SUGAR  –  (5:52)
  - words & music by 山下達郎
  - オリジナル盤では“おまけ furoku 付録”と表記。レーベルでは6曲目と記載されておらず、“おまけ”となっているほか、曲名が“SUGER”となっている。この曲は、ステージでの効果を考えて作られた[book 6]。コーラスはナンシー・シナトラの「シュガー・タウンは恋の町」[注釈 14]からの影響を受けている[book 5]。ライブではこの後にバラード調のヴォーカルが続き[book 6]、20分近く演奏されることもあったという[book 6]。曲中で終始大騒ぎしている声は布谷文夫で、あまりの暴走ぶりに大滝が思わず「そんなんありかよ」とぼやく声も収録されている。なお、オリジナル・ヴァージョンは、ギター・ソロの始まりの部分で、テープ編集をあえて未完成のままにしたため、それが一瞬“音飛び”のようだとして発売当時はクレームが多く寄せられたという[book 6]。

## クレジット
| Sugar Babe Are:                                           |
| 山下達郎 – vocals, guitars, keyboards, vibe, glocken, etc |
| 大貫妙子 – vocals, keyboards, glocken, etc                |
| 村松邦男 – vocals, guitars, etc                           |
| 鰐川己久男 – background vocals, electric bass, etc        |
| 野口明彦 – drums (A-1,2, B-6), percussion                 |
|                                                           |
| 上原裕 – drums, percussion                                |
| 木村真 – percussion                                       |
| 大瀧詠一 – background vocals (bass part)                  |
| 布谷文夫 – super voices on“Sugar”                         |
|                                                           |
| Produced by 大瀧詠一 & 山下達郎                           |
| All Songs Arranged by 山下達郎                            |
| recording engineers: 笛吹銅次, 山下有次                   |

| recorded at | - CBS SONY Roppongi 1st. & 2nd. - ELEC Studio 2nd. - MOURI Studio 1st. - 45 studio Fussa |

| Mixed by: 笛吹銅次                              |
| Cover Illustration & Design & Photos : 金子辰也 |

## 1986年盤

### 解説
1986年に初CD化されたが、第1期ナイアガラ作品群は殆どのアルバムが第2期ナイアガラ作品でエンジニアを務めた吉田保による全曲リミックスでの発売となった。CDが一般的に普及した時代にふさわしいリミックスを試みるため、吉田に依頼したのではないかと思われる。全体的にエコーが多めにかかっており、オリジナル・ミックスとは大きく違った仕上がりになっている。

### 収録曲
1. SHOW
2. DOWN TOWN
クラビネットが『SONGS -30th Anniversary Edition-』収録のカラオケと同じテイクになっている。
3. 蜃気楼の街
4. 風の世界
イントロのギターのリズムが違う別テイクになっており、フェイド・アウトがやや早い[book 12]。
5. ためいきばかり
『SONGS -30th Anniversary Edition-』のボーナス・トラックに収録されている“diff.mix version”に含まれていたブラス・セクションが入っている。
6. いつも通り
ヴォーカルのテイクが異なる。
7. すてきなメロディー
本来入るはずであったカズーが足され、エンディングのフェイド・アウトが数秒長くなっている[book 12]。また、間奏頭のピアノが一台少なくなっている。
8. 今日はなんだか
ピアノが『SONGS -40th Anniversary Ultimate Edition-』に収録されている“Original Piano Version”と同じエレック・スタジオで録音されたテイクが使用されている。
9. 雨は手のひらにいっぱい
間奏のエレクトリック・ギターがカットされている[book 12]。
10. 過ぎ去りし日々“60's Dream”
11. SUGAR

### クレジット
- PRODUCER：EIICHI OHTAKI
- ENGINEER：DOHJI FUEFUKI, TAMOTSU YOSHIDA

- re-mixed by 吉田保(1986)

## 1994年盤

### 解説
1974年12月に設立された大瀧の会社“ザ・ナイアガラ・エンタープライズ”の創立20周年を記念して、プロデューサーとして契約しているレコード会社からのみ発売していたナイアガラ・レーベルのカタログを、作品別にその必然性のある会社とライセンス契約を結ぶこととしたのを受け、その第一弾として、イーストウエスト・ジャパン（当時）からリリースされた。それまでも何度かCD化されてきたが、長らく行方不明だったオリジナル・マスターが発見されたのを機に行われた、デジタル・リマスタリングによる初CD化。ボーナス・トラックに1974年のデモ・テープ4曲と、1976年の解散コンサートのライブ音源3曲の計7曲を追加。ディスク表面は赤色レーベル仕様。ブックレットには、「シュガー・ベイブ『ソングス』CD発売にあたって。」と題した大瀧のコメントのほか、天辰保文「シュガー・ベイブとその時代」と長門芳郎「シュガー・ベイブの想い出」のライナー・ノーツ。および、山下達郎による曲目解説を収載。
本作のリリースにあわせ1994年4月と5月、シュガー・ベイブ時代のレパートリーで構成されたコンサート『TATSURO YAMASHITA Sings SUGAR BABE』が中野サンプラザホールで行われ、ゲストとして大貫妙子が出演した。

### パッケージ、アートワーク
CDの帯には以下のキャッチコピーが記載されている。

### 収録曲
1. SHOW  –  (3:29)
2. DOWN TOWN  –  (4:22)
3. 蜃気楼の街  –  (3:00)
4. 風の世界  –  (3:29)
5. ためいきばかり  –  (4:21)
6. いつも通り  –  (3:35)
7. すてきなメロディー  –  (2:37)
8. 今日はなんだか  –  (4:29)
9. 雨は手のひらにいっぱい  –  (3:47)
10. 過ぎ去りし日々“60's Dream”  –  (3:32)
11. SUGAR  –  (5:54)
(Bonus Tracks)
12. SHOW (Demo)  –  (3:39)
  - words & music by 山下達郎
  - M12-15は1974年4月3日と24日にニッポン放送第1スタジオで録音された“LFデモ”、大滝自身のミキシングで4トラック・レコーダーを使って録られた。この<SHOW>は当時ステージで演奏されていたアレンジのままだという[book 6]。
13. 夏の終りに (Demo)  –  (3:25)
  - words & music by 山下達郎
  - 山下のミュージシャン・キャリア上、最初に作られた楽曲。シュガー・ベイブ結成当初はレパートリーが足りず、友人の曲や洋楽のカヴァーなどを歌っていたが、ディスク・チャートのセッションでは誰もがオリジナル曲を作っていたので、自分もバンドを作る以上はオリジナルをやらなければと思って作られた。山下によれば“めくるめく”や“つるべおとし”といった、当時の年齢にしては古風な言語感覚を、大滝はやけに気に入ったという[book 6]。
14. 指切り (Demo)  –  (3:09)
  - words by 松本隆, music by 大瀧詠一
  - 大滝の1973年のソロ・アルバム『大瀧詠一』[注釈 15]収録曲のカヴァー。山下はアレンジの着眼や全体の組み立てはなかなかだと思うという[book 6]。スタジオにティンパニが置いてあったので使ったが、ティンパニ用のフェルト・マレットがなかったため、ドラム・スティックで力まかせにやったら皮が破れてしまった。そのままそっとカヴァーをかけて帰ったという、山下曰く「もう時効の話」[book 6]。
15. パレード (Demo)  –  (4:02)
  - words & music by 山下達郎
  - 後に『NIAGARA TRIANGLE Vol.1』に収録される曲の、オリジナル・アレンジ。このデモ・テープのレコーディングにあたり、大滝から「シングルで発売できるような曲を書いて欲しい」と依頼され、コタツに入って安物のワインを飲みながら一晩で作ったという。歌うのは、このテイクが2度目か3度目ということで、歌が全然練れていないという[book 6]。本盤には、イントロのカウントのないステレオ・ヴァージョンで収録されている[book 12]。
16. すてきなメロディー (Live)  –  (3:48)
  - words by 伊藤銀次 · 大貫妙子 · 山下達郎, music by 大貫妙子 · 山下達郎
  - 1976年3月31日、荻窪ロフトでの解散コンサートのライブ音源。
17. 愛は幻 (Live)  –  (4:13)
  - words & music by 大貫妙子
  - M17,18とも荻窪ロフトでの解散コンサートのライブ音源のうち、1976年4月1日の音源。<愛は幻>は後に大貫のソロ・アルバム『Grey Skies』[注釈 16]に山下のアレンジで収録された。さらに、2015年にリリースされた『SONGS -40th Anniversary Ultimate Edition-』のディスク1には、同日のライブ音源から「パレード」「こぬか雨」「雨は手のひらにいっぱい」の3曲がボーナス・トラックとして収録された。
18. 今日はなんだか (Live)  –  (5:11)
words by 山下達郎 · 伊藤銀次, music by 山下達郎

### クレジット
| SUGAR BABE:                              | |
| 山下達郎                                 | - Lead Vocal (1,2,7-16,18), Electric Guitar, Acoustic Guitar, - Keyboards, Vibe, Glocken, Percussion & Background Vocals |
| 大貫妙子                                 | Lead Vocal (3-4,6-7,16-17), Keyboards, Glocken & Background Vocals                                                       |
| 村松邦男                                 | Lead Vocal (5), Electric Guitar & Background Vocals                                                                      |
| 鰐川己久男                               | Electric Bass (1-15) & Background Vocals                                                                                 |
| 野口明彦                                 | Drums (1,2,11-15) & Percussion                                                                                           |
|                                          | |
| 寺尾次郎                                 | Electric Bass (16-18) & Background Vocals(16)                                                                            |
| 上原裕                                   | Drums (3-9,16-18) & Percussion                                                                                           |
| ………                                      | |
| 大瀧詠一                                 | Bass Vocals (7,11) |
| 布谷文夫                                 | Noise? (11) |
| 福生Exciters                             | Noise! (11) |
|                                          | |
| 木村真                                   | Percussion |
| ………                                      | |
| Produced by 大瀧詠一 & 山下達郎          | |
| All Songs Arranged by 山下達郎           | |
| ………                                      | |
| Recording Engineers: 笛吹銅次 & 山下有次 | |

| Studios : | - CBS SONY Roppongi 1st. & 2nd. (Lost…) - ELEC Studio 2nd. (Lost…) - MOURI Studio 1st. (Lost…) - Fussa 45 Studio (Lost…) |

| Mixed by: 笛吹銅次                                                                                            |
| |
| Tracks 16-18 Recorded Live at LOFT Ogikubo on 1976/3/31 & 4/01                                                |
| |
| Digitally Remastered by 原田光晴                                                                              |
| ……… |
| Cover Illustration & Design : 金子辰也                                                                        |
| Photos : 金子辰也、桑本正士 & 山崎和夫                                                                        |
| ……… |
| CD Reissue Supervised by 山下達郎                                                                             |
| ……… |
| Special Thaks to : 大瀧詠一, 長門芳郎, 前田祥丈（至）, 柏原卓, 天辰保文, 助川健, 重城（石ヶ谷）貴美子, 石原孝 |
| ……… |
| This album was originally released in 1975 as Niagara NAL-0001                                                |

## カバー

### 蜃気楼の街
| アーティスト         | 収録作品（初出のみ） | 発売日         | 規格 | 品番      |
| -------------------- | -------------------- | -------------- | ---- | --------- |
| 区麗情               | 晴れた日、雨の夜     | 1994年11月21日 | CD   | SRCL-3086 |
| 山弦                 | hawaiian munch       | 2002年06月21日 | CD   | UPCH-1156 |
| Reggae Disco Rockers | 蜃気楼の街           | 2005年03月30日 | CD   | FLRC-031  |

## リリース履歴
| #  | 発売日         | リリース                            | 規格                   | 品番         | 備考 |
| -- | -------------- | ----------------------------------- | ---------------------- | ------------ | --- |
| 1  | 1975年04月25日 | NIAGARA ⁄ ELEC                      | LP                     | NAL-0001     | ジャケットのアーティスト表記は“SUGAR BABE”。 |
| 2  | 1976年10月25日 | NIAGARA ⁄ COLUMBIA                  | LP                     | LQ-7021-E    | ジャケットのアーティスト表記が“Sugar Babe”に変わる。 |
| 3  | 1976年10月25日 | NIAGARA ⁄ COLUMBIA                  | CT                     | CAK-1239-E   | 「SUGAR」未収録。 |
| 4  | 1981年04月01日 | NIAGARA ⁄ CBS/SONY                  | LP                     | 27AH 1240    | |
| 5  | 1981年04月01日 | NIAGARA ⁄ CBS/SONY                  | CT                     | 27KH 960     | |
| 6  | 1981年12月02日 | NIAGARA ⁄ CBS/SONY                  | LP                     | 00AH 1381    | 『NIAGARA VOX』(9LP:00AH 1381-9)の中の一枚。 |
| 7  | 1986年06月01日 | NIAGARA ⁄ CBS/SONY                  | CD                     | 00DH 401     | 『NIAGARA CD BOOK I』(8CD:00DH 401-8)の中の一枚、全曲リミックス。 |
| 8  | 1986年06月01日 | NIAGARA ⁄ CBS/SONY                  | CD                     | 32DH 501     | 『NIAGARA CD BOOK I』からの単独発売。全曲リミックス。 |
| 9  | 1994年04月10日 | NIAGARA ⁄ east west japan           | CD                     | AMCM-4188    | - オリジナル・マスターによるCD化、ボーナス・トラック7曲収録。 - ジャケットのアーティスト表記がエレック盤オリジナルLPと同じ“SUGAR BABE”に戻る。                                                          |
| 10 | 1999年06月02日 | NIAGARA ⁄ WARNER MUSIC JAPAN        | CD                     | WPCV-10029   | 品番改定によるイースト・ウエスト盤の再発。 |
| 11 | 2005年12月07日 | NIAGARA ⁄ Sony Music Records        | CD                     | SRCL 5003    | - 『SONGS -30th Anniversary Edition-』 - 新規リマスター音源、ボーナス・トラック9曲収録。ジャケットの紙質と裏表のデザインが、エレック盤オリジナルLPを踏襲したものになっている。                          |
| 12 | 2011年03月21日 | NIAGARA ⁄ Sony Music Records        | CD                     | SRCL 7500    | 『NIAGARA CD BOOK I』(12CD:SRCL 7500-11)の中の一枚、新規リマスター音源。 |
| 13 | 2013年03月20日 | NIAGARA ⁄ Sony Music Records        | デジタル・ダウンロード | -            | オリジナル・トラック全11曲(AAC 128/320kbps) |
| 14 | 2013年07月02日 | NIAGARA ⁄ Sony Music Records        | デジタル・ダウンロード | -            | オリジナル・トラック全11曲(AAC 128/320kbps) |
| 15 | 2014年04月01日 | NIAGARA ⁄ Sony Music Labels Inc.    | デジタル・ダウンロード | -            | オリジナル・トラック全11曲(AAC 128/320kbps) |
| 16 | 2015年08月05日 | NIAGARA ⁄ WARNER MUSIC JAPAN        | 2CD                    | WPCL-12160/1 | - 『SONGS -40th Anniversary Ultimate Edition-』 - 2015年リマスター（ディスク1）と、オリジナル・マルチトラックからの2015年リミックス（ディスク2）収録の2枚組。ボーナス・トラック計15曲収録。             |
| 17 | 2015年08月05日 | NIAGARA ⁄ Sony Music Labels Inc.    | 2LP                    | SRJL 1090-91 | - 『SONGS -40th Anniversary Ultimate Edition-』 - 2015年リマスター音源をディスク2枚に分けて4面に収録した、重量盤180g仕様の2枚組LP。                                                                     |
| 18 | 2025年04月23日 | NIAGARA ⁄ MOON ⁄ WARNER MUSIC JAPAN | 2CD                    | WPCL-13642/3 | - 『SONGS 50th Anniversary Edition』 - 2025年最新リマスタリング（全11曲）に加えボーナス・トラック計8曲を収録したディスク1と、1994年「山下達郎 SINGS SUGAR BABE ライブ」初CD化（ディスク2）の2枚組仕様。 |
| 19 | 2025年04月23日 | NIAGARA ⁄ Sony Music Labels Inc.    | LP                     | SRJL 1170    | - 『SONGS 50th Anniversary Edition』 - 2025年最新リマスタリング音源11曲を収録。重量盤180g仕様、完全生産限定盤。                                                                                         |
| 20 | 2025年04月23日 | NIAGARA ⁄ Sony Music Labels Inc.    | CT                     | SRTL 2220    | - 『SONGS 50th Anniversary Edition』 - 2025年最新リマスタリング音源11曲を収録、完全生産限定盤。 |